# 한국시장도매인연합회
한국시장도매인연합회는 회원의 건전한 발전과 권리보호를 위한 사업, 회원의 수출증대를 위한 해외시장개척사업, 회원의 업무와 관련된 조사.연구 등 유통정보수집.보급사업 목적으로 2006년 10월 31일 설립된 대한민국 농림수산식품부 소관의 사단법인이다. 사무실은 서울특별시 강서구 외발산동 427, 강서농산물도매시장 내에 있다.

## 주요 사업
- 회원의 건전한 발전과 권리보호를 위한 사업
- 회원의 수출증대를 위한 해외시장 개척 사업
- 회원의 업무와 관련된 조사, 연구, 교육, 출판 및 유통 정보 수집 ․보급사업
- 회원의 효율적 경영을 위한 지도, 교육, 컨설팅 및 정보제공
- 농산물 포장규격화 및 물류체계 개선에 관한 사업
- 공익사업 참여 및 회원의 후생복지 사업
- 국가 또는 지방자치단체부터 위탁 받은 사업
- 정보교환․업무분쟁의 조정, 국제교류 및 해외연수 사업
- 기타 본회의 목적달성에 필요한 부대사업

## 같이 보기
- 시장도매인
- 경매